# Grotta-Gigante-Horizontalpendel
Die Grotta-Gigante-Horizontalpendel sind zwei Horizontalpendel in der Grotta Gigante bei Sgonico in der Region Friaul-Julisch Venetien. Ein Pendel ist nach Ost-West, das andere nach Nord-Süd orientiert. Die beiden Pendel, die unabhängig voneinander windgeschützt in einem kleinen Gebäude am Grund der Höhle schweben, messen die Neigung gegenüber der Lotrechten, die Rotation und die Verschiebung des Felskörpers. Sie wurden 1959 vom Geodäten A. Marussi installiert. Boden- und Deckenpunkt der Pendel sind mit einer an der Höhlenwand verlaufenden Treppe verbunden.

## Beschreibung

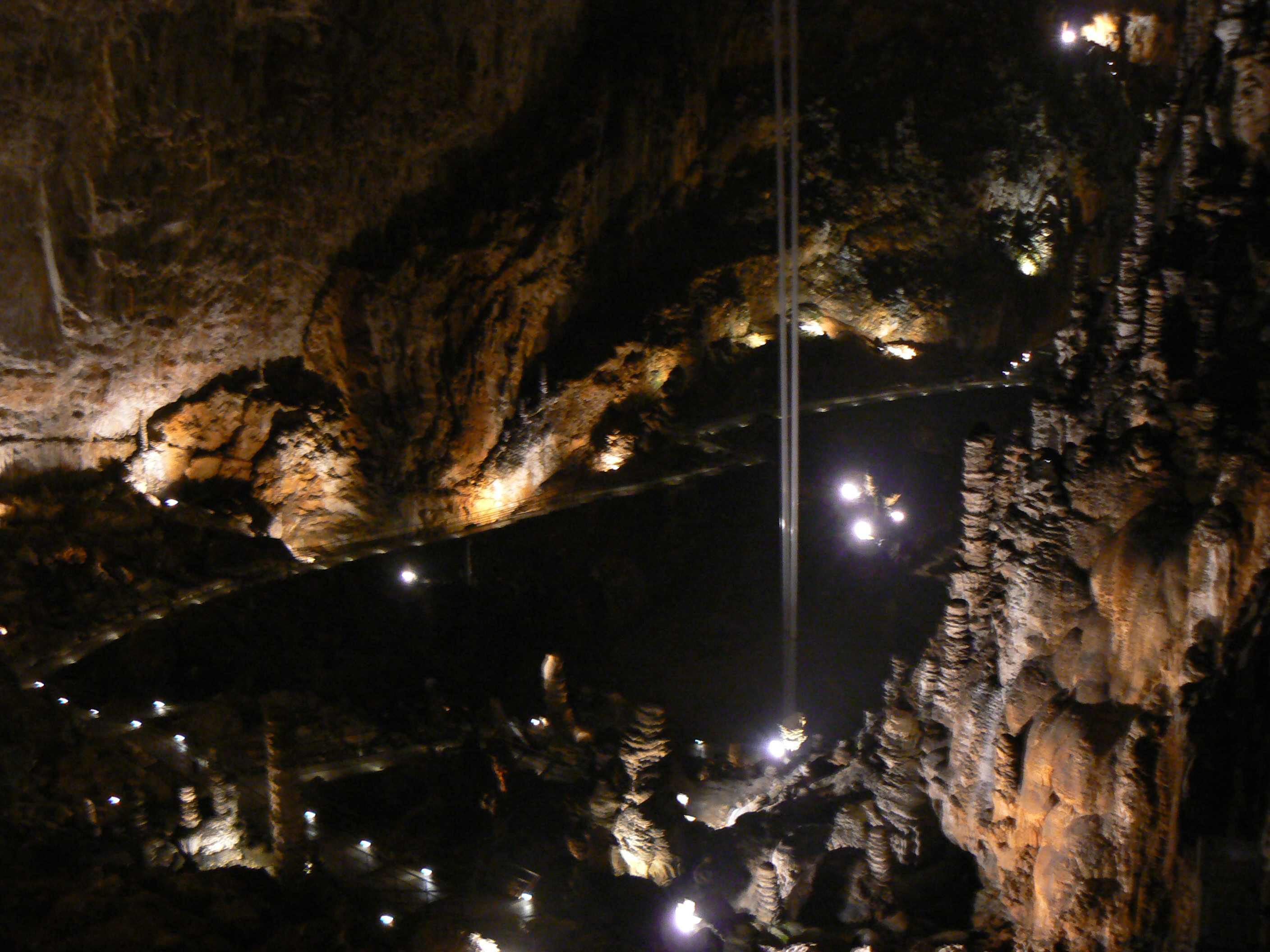

Der Pendelstab ist steif und trägt an einem Ende die Pendelmasse von 18 kg, zum anderen Ende – jenseits des Schwerpunkts – ist der Stab aufgehängt an einem an der Höhlendecke befestigten 94 m langen Stahldraht. Das Übergewicht der Pendelmasse wird in die Waagrechte hochgedrückt durch eine deutlich weiter weg vom Schwerpunkt angreifende Abspannung nach unten. Durch das Drehmoment des Übergewichts der Pendelmasse wird der untere Draht überhaupt und der obere zusätzlich zum Gesamtgewicht gespannt. Dämpfungselemente und Windschutz sind essentiell zum Erhalt der hohen Empfindlichkeit gegenüber tektonischen Bewegungen, die durch die besonders lange obere Aufhängung erst ermöglicht wird.
Jedes Pendel schwingt um die virtuelle Achse, durch die Befestigungspunkte seiner 2 Drähte an der Decke und am Boden der Höhle. Diese Achse ist etwas gegen die Lotrechte geneigt, damit die Pendelmasse eine stabile Gleichgewichtslage in der jeweils gewünschten Himmelsrichtung findet. Die zwei Drähte eines Pendels neigen sich im Vergleich zur Drehachse jeweils in die Gegenrichtung, doch unterschiedlich stark.
Die vom Pendel detektierten Bewegungen sind aperiodisch oder periodisch, wie die durch Sonne und Mond hervorgerufenen Erdgezeiten, die die Erdkugel ähnlich rhythmisch wie Flut und Ebbe verformen.
Die Erdkruste bewegt sich durch die Erdgezeiten im 12- oder 24-h-Takt um etwa 10 cm, was eine Neigung der Höhle von einigen Milliardstel Radiant hervorruft. Beobachtungen haben einerseits zur Erforschung der Erd-Eigenschwingungen beigetragen, andererseits die nordwestlich orientierte säkulare Neigungsänderung der Höhle gemessen. Die Meeresgezeiten der Adria rufen eine Neigungsänderung hervor, die Informationen über die elastischen Eigenschaften der Erdkruste gibt. Gleiches gilt für die Flutwelle des Flusses Timavo, der in der Skocjan Höhle im Untergrund verschwindet, und auf seinem unterirdischen Verlauf die Grotta Gigante streift.
Die Neigungsmesser sind die einzigen Instrumente die vier der fünf größten Erdbeben der letzten 50 Jahre gemessen haben, wie das Erdbeben von Valdivia 1960 (das stärkste jemals gemessene Beben), das Erdbeben in Chile 2010, das tsunamigenerierende Beben von Sumatra-Andamanen 2004, und das Japan-Beben von 2011, wodurch ein Absolutvergleich dieser Megabeben möglich ist. Die Amplituden der Eigenschwingungen der Erdkugel sind bei diesen starken Beben ausschlaggebend, um die Stärke korrekt zu erfassen, da Erdbebenwellen nur einen Teil der Energie des Bebens aufnehmen.